# Banigama
Banigama – gaun wikas samiti we wschodniej części Nepalu w strefie Kośi w dystrykcie Morang. Według nepalskiego spisu powszechnego z 2001 roku liczył on 1660 gospodarstw domowych i 8034 mieszkańców (4033 kobiet i 4001 mężczyzn).